# Aphropsylla conversa
Aphropsylla conversa är en loppart som beskrevs av Jordan et Rothschild 1913. Aphropsylla conversa ingår i släktet Aphropsylla och familjen husloppor. Inga underarter finns listade i Catalogue of Life.